# Die Reklamation
Die Reklamation – debiutancki album niemieckiego zespołu pop-rockowego Wir sind Helden. Płyta odniosła duży sukces w krajach niemieckojęzycznych, w samych Niemczech okryła się podwójną platyną (ponad 500.000 sprzedanych egzemplarzy).
W 2004 ukazała się reedycja albumu wzbogacona płytą DVD zawierającą, prócz teledysków, dokument ilustrujący powstawanie albumu.

## Lista utworów
1. „Ist das so?” – 3:04
2. „Rüssel an Schwanz” – 4:54
3. „Guten Tag (Die Reklamation)” – 3:35
4. „Denkmal” – 3:17
5. „Du erkennst mich nicht wieder” – 4:56
6. „Die Zeit heilt alle Wunder” – 4:09
7. „Monster” – 3:48
8. „Heldenzeit” – 4:23
9. „Aurélie” – 3:33
10. „Müssen nur wollen” – 3:35
11. „Außer dir” – 3:41
12. „Die Nacht” – 4:20

### DVD (2004)
1. Wir sind’s, Helden – film dokumentalny
2. Die Zeit heilt alle Wunder – zapis koncertowy
3. Guten Tag (Die Reklamation) – teledysk
4. Müssen nur wollen – teledysk
5. Aurélie – teledysk
6. Denkmal – teledysk

## Single
1. „Guten Tag” (2 lutego 2003)
2. „Müssen nur wollen” (12 maja 2003)
3. „Aurélie” (15 września 2003)
4. „Denkmal” (19 stycznia 2004)

## Skład
- Judith Holofernes – wokal, gitara
- Pola Roy – perkusja
- Mark Tavassol – gitara basowa
- Jean-Michel Tourette – instrumenty klawiszowe, gitara

- Teksty i muzyka: Wir sind Helden

## Nagrody
2004
- Nagrody Echo w kategoriach:
  - Marketing, dla wytwórni EMI
  - Największy talent radiowy
  - Najlepszy młody zespół
  - Najlepsze video młodego niemieckiego zespołu